# Peter Ladkani
Peter Ladkani (* 1970 in Budapest) ist ein ungarischer Regisseur und Drehbuchautor.

## Leben
Peter Ladkani wurde in Budapest geboren. Er wuchs in München auf und begann seine Karriere als Schauspieler und Stuntman auf den Philippinen, er wirkte in  internationalen Filmen wie z. B. Delta Force2 und Born on the 4th of July mit. Er absolvierte ein Regiestudium an der Hochschule für Film und Fernsehen in München und arbeitete ab diesem Zeitpunkt als freiberuflicher Filmregisseur.
Es entstanden seine ersten Arbeiten hauptsächlich als Werbe- und Kurzfilme, darunter der für Siemens entstandene Film Follow the Sun, der mit 13 Festivalpreisen ausgezeichnet wurde und der Kurzfilm Positive Prognosis, der als bester fremdsprachlicher Film bei den Los Angeles Short Film Festivals prämiert wurde.
Danach führte er Regie bei mehreren Serien für ARD, ZDF und RTL und auch bei Spielfilmen wie Mordkommission Istanbul und Der Tod ist groß.

## Filmografie (Auswahl)

### Kurzspielfilme
- 1991: Der Knappe des Kreuzes (Produzent)
- 1992: Kleine Gauner, Große Gauner (Regie)
- 1994: Duell im Labyrinth (Regie)
- 2006: Tradition (Regie, Drehbuchautor, Produzent)
- 2007: Günstige Prognose (Regie, Produzent)
- 2010: Happy Valentine (Regie)
- 2010: Share the Truth (Regie)
- 2013: Reunited (Regie)
- 2014: Natalia (Regie)
- 2019: Letzte Spur Berlin Special – Der Tod ist groß (Regie)[2]

### Serien
- 2012: Lebenslänglich Mord – Kommissar Wilflings Kriminalfälle (Dokuserie: BR; Regie)
- 2013: Medcrimes – Nebenwirkung Mord (Serienpilot: ORF, RTL; Regie)
- 2013: Der Tunnelraub von Berlin (In: Aktenzeichen XY...ungelöst, ZDF; Regie)
- 2016: Cape Town (Fernsehserie, Regie)
- 2017: Bad Cop – kriminell gut (Fernsehserie, RTL; Regie)
- 2018: Letzte Spur Berlin (Fernsehserie, ZDF; Regie)
- 2018: Amsterdam-Krimi – Auferstanden von den Toten (Fernsehreihe, ARD; Regie)
- 2018: Mordkommission Istanbul 1-2 (Fernsehreihe, ARD; Regie)
- 2020: Letzte Spur Berlin[1][3]